# Metamysidopsis macaensis
Metamysidopsis macaensis is een aasgarnalensoort uit de familie van de Mysidae. De wetenschappelijke naam van de soort is voor het eerst geldig gepubliceerd in 1970 door da Silva.